# Raphael Kofler
Raphael Kofler, né le 26 avril 2005 à Mérano en Italie, est un footballeur italien qui évolue au poste de défenseur central au FC Südtirol.

## Biographie

### En club
Raphael Kofler évolue dans les catégories inférieures du FC Südtirol à partir de 2015 et y gravit chacun des échelons au fil des saisons. Le 29 août 2023, il y signe son premier contrat professionnel, valable jusqu'en 2028.

### En équipe nationale
Le 14 février 2024, Kofler fait ses débuts avec l'équipe d'Italie des moins de 19 ans en entrant en jeu à la 70e minute d'une victoire 3 à 0 contre l'Autriche en match amical. En octobre et novembre 2024, il est appelé avec les moins de 20 ans et marque son premier but en sélection contre la Roumanie.

## Statistiques

### En club
| Saison                | Club                  | Championnat           | Championnat | Championnat | Coupe(s) nationale(s) | Coupe(s) nationale(s) | Total | Total |
| Saison                | Club                  | Division              | M.          | B.          | M.                    | B.                    | M.    | B.    |
| 2023-2024             | FC Südtirol           | Serie B               | 15          | 0           | 1                     | 0                     | 16    | 0     |
| 2024-2025             | FC Südtirol           | Serie B               | 29          | 1           | 0                     | 0                     | 29    | 1     |
| Total sur la carrière | Total sur la carrière | Total sur la carrière | 44          | 1           | 1                     | 0                     | 45    | 1     |